# Vyhlídky (Jivno)
Vyhlídky jsou osada a základní sídelní jednotka obce Jivno v okrese České Budějovice. Nachází se 8 km východně od centra Českých Budějovic, na Lišovském prahu, nad rybníkem Mrhal - v nadmořské výšce 530 m. Základní sídelní jednotka Vyhlídky má výměru 40 ha, v roce 2011 v ní žilo 56 obyvatel (v roce 2001 40, v roce 1991 30). Má zde sídlo Buddhistická kulturní společnost, která v bývalém hospodářském stavení od roku 2000 provozuje centrum pro meditaci, studium buddhismu Diamantové cesty a umělecké workshopy.[zdroj?]